# Armand Louis Jean Sunier

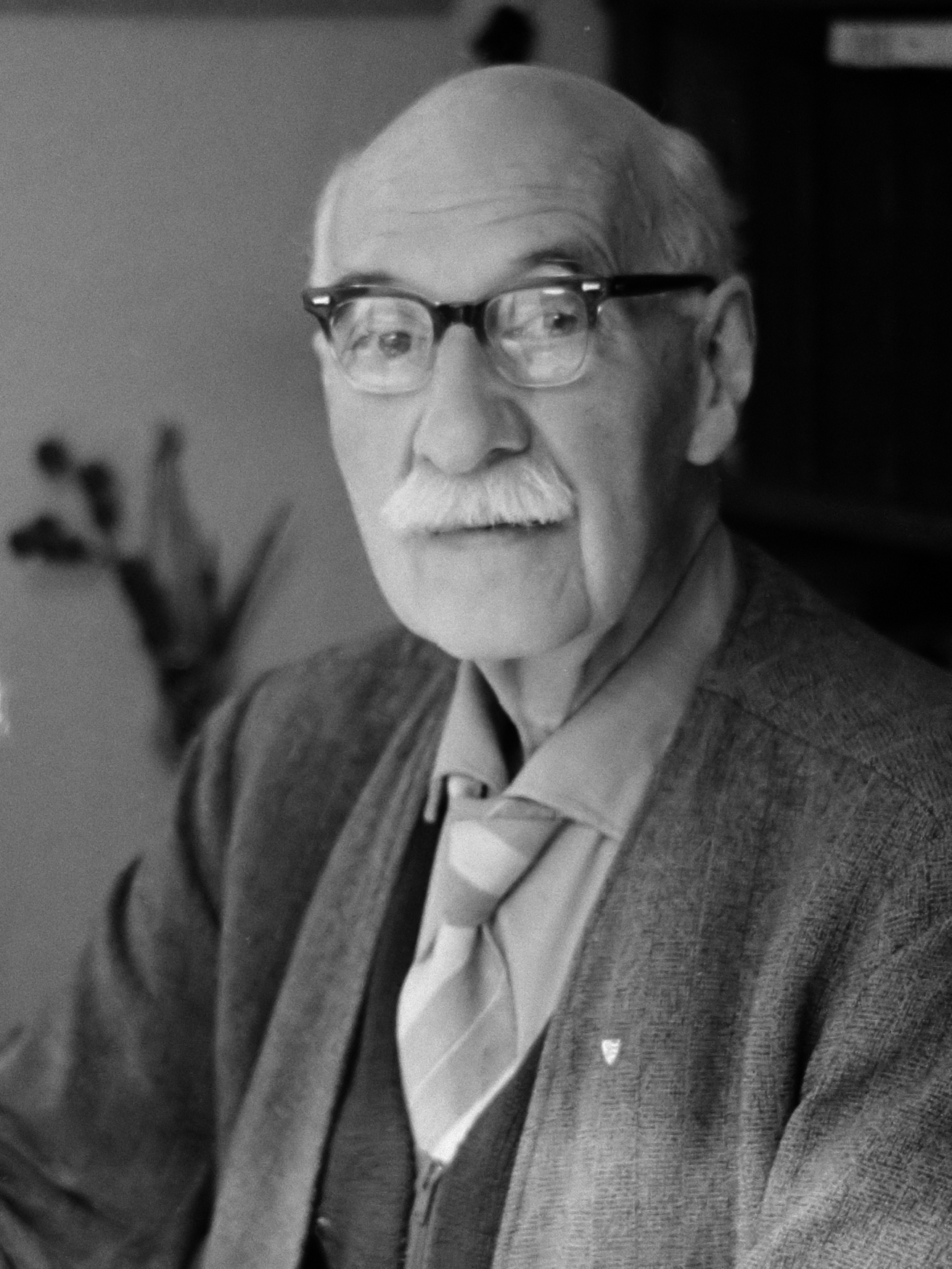
Oud-directeur van Artis dr. Sunier op 75-jarige leeftijd

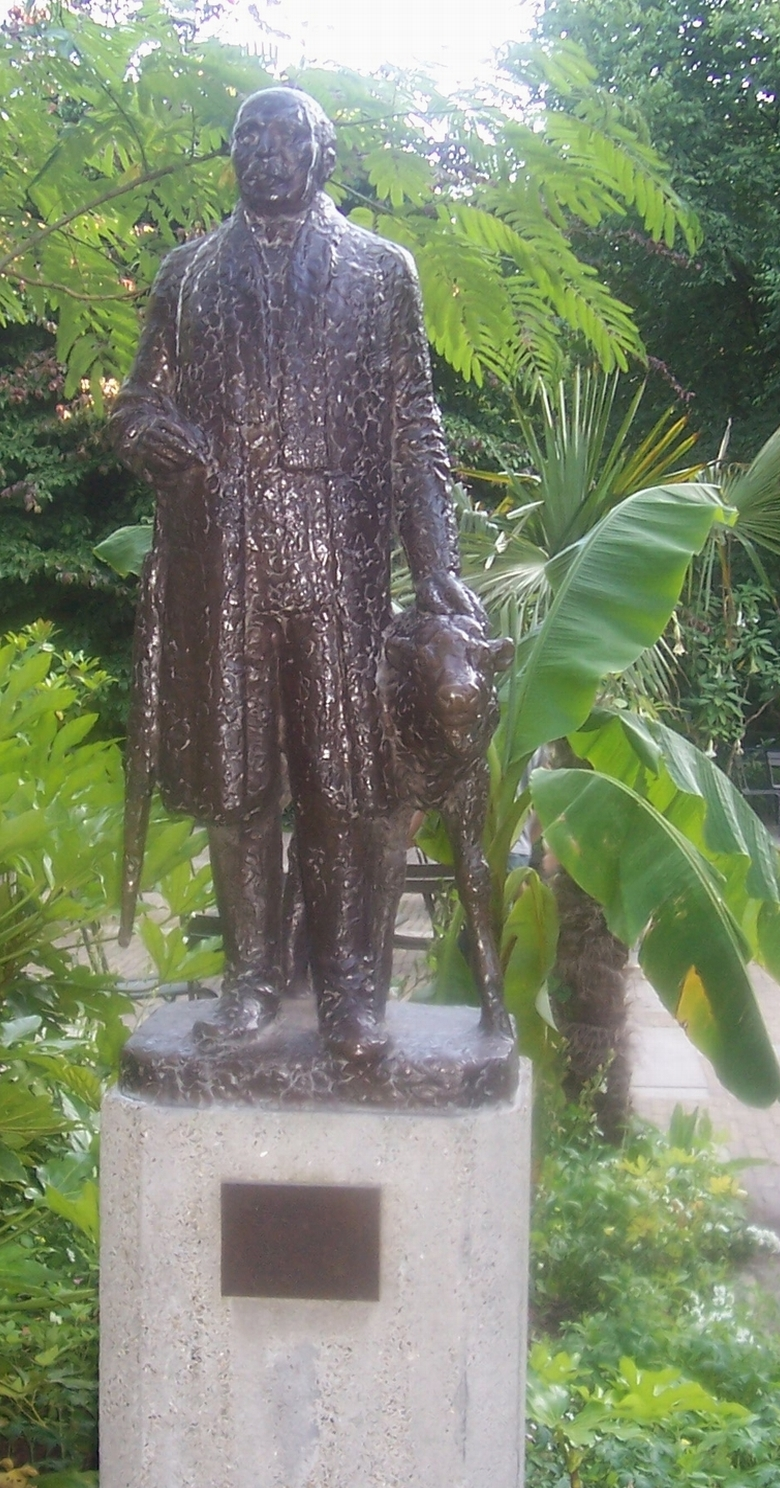
Bronzen beeld van dr. Sunier in Artis

Armand Louis Jean Sunier (Rotterdam, 17 december 1886 – Baarn, 13 mei 1974) was een Nederlands bioloog en de derde directeur van dierentuin Natura Artis Magistra. Hij was van Zwitserse afkomst.
Sunier groeide op in Den Haag. Na het gymnasium studeerde hij Biologie aan de Universiteit Leiden (1904-1907) en de Rijksuniversiteit Groningen (1907-1910). Hij promoveerde in Groningen in 1911. Kort daarna vertrok Sunier naar Nederlands-Indië. Daar werkte hij bij het Visserijstation in Batavia en was hij enige jaren voorzitter van de Koninklijke Natuurkundige Vereeniging van Nederlandsch-Indië. In 1922 keerde Sunier terug naar Nederland en was hij werkzaam als conservator bij het Rijksmuseum van Natuurlijke Historie in Leiden (1922-1927).
In 1927 volgde Sunier Coenraad Kerbert op als directeur van Artis. Bij zijn aantreden was de dierentuin jarenlang verwaarloosd wegens geldgebrek en afnemende bezoekersaantallen. Dankzij de voortvarendheid en het doorzettingsvermogen van Sunier en de nauwe samenwerking 
tussen Artis-bestuur en de gemeente Amsterdam leefde Artis weer op en kwam er geld beschikbaar voor nieuwe verblijven. In de stijl van Carl Hagenbeck werden het Kerbert-terras voor de leeuwen (1927),  het Kamelenveld (1940), de eerste Apenrots (1940) en de Bokkenrots (1941), aangelegd. Sunier speelde ook een grote rol in de instandhouding van de dierentuin tijdens de Tweede Wereldoorlog. Dankzij de op tijd aangelegde voedsel- en brandstofvoorraad kwam Artis zonder noemenswaardig verlies door deze periode. Bovendien voorkwam Sunier deportatie van personeel en dieren naar Duitsland en stond hij oogluikend onderduikers toe in de dierentuin. Sunier was een van de belangrijkste personen in het fokprogramma dat werd opgezet om de wisent voor uitsterven te behoeden en hij was vele jaren lid en bovendien kortdurend president van de International Union of Directors of Zoological Gardens. In 1953 werd Sunier opgevolgd door Ernst Frederik Jacobi als directeur van Artis.
In september 2020 vernoemde de gemeente Amsterdam een brug naar hem: de Armand Sunierbrug.
- Bibliothèque nationale de France: cb10623824j (data)
- Biografisch Portaal: 52377981
- International Standard Name Identifier: 0000 0003 9221 4569
- Library of Congress Control Number: nb98059884
- Nederlandse Thesaurus van Auteursnamen: 073405426
- Virtual International Authority File: 286238931
- WorldCat: E39PBJkXy963PBTjy4krJYvfv3